# 孤山镇 (东港市)
孤山镇，是中华人民共和国辽宁省丹东市东港市下辖的一个镇，行政级别为副县级。孤山镇地处大孤山经济开发区的中心地带，拥有较多旅游资源。

## 行政区划
孤山镇下辖以下地区：
东街社区、西街社区、新立社区、冯家屯村、谷家屯村、战家屯村、辛家店村、刘家屯村、大姜家村、刘大房村、沙家屯村、背阴寺村、东大于村、大鹿岛村、孤山菜农村、宫家屯村、四门张村、万兴村、庙岭村、兴隆村和西土城村。